# Acanthe et Céphise
Acanthe et Céphise je francouzská opera (pastorale héroïque) od Jean-Philippe Rameaua, libreto sepsal Jean-François Marmontel. Opera měla premiéru 19. listopadu 1751 v Pařížské opeře.

## Vznik a první představení
Opera Acanthe et Céphise byla napsána k oslavě narození Ludvíka, vévody Burgundského, korunního prince (1751–1761), staršího bratra budoucího krále Ludvíka XVI.
V opeře byly použity klarinety, poprvé v dějinách francouzské opery. Objevují se v prologu, ve scéně, která má představovat ohňostroj, oslavující narození vévody (korunního prince).
Premiéru měla 19. listopadu 1751 v Pařížské opeře.

## Nahrávka
Nahrávka opery Achante et Céphise pod vedením Alexise Kossenka poskytuje autentickou interpretaci této opery s orchestrem o podobné velikosti a složení, jaké se používalo v Paříži v polovině 18. století. Kossenko spolu se svým orchestrem Les Ambassadeurs a sborem Les Chantres du CMBV usiluje o nejvěrnější rekonstrukci původního zvuku a stylu Jean-Philippe Rameaua. Nahrávka byla pořízena 270 let od premiéry k oslavě narození Ludvíka, vévody Bargundského, korunního prince (1751–1761).
Vedle hlavních pěvců, Cyrilla Duboise a Sabine Devieilhe, hrají důležitou roli také sbory a baletní scény, které jsou nedílnou součástí opery a dodávají již doplňují zvukovou texturu. Předehra, která začíná symbolickým hudebním zobrazením ohňostroje, slouží nejen jako předehra hudební k celé opeře, ale také jako úvod tehdejší společenské situaci a dobovým kontextům, kdy byla hudba často užívána pro kulturní oslavy a jako reprezentace moci.
Vědecký význam této nahrávky spočívá také v tom, že poskytuje nové možnosti pro analýzu Rameauova přístupu k harmonii a orchestraci, které byly ve své době průlomové.

## Osoby a první obsazení
| Role                                              | Hlas               | Premiéra, 19. listopadu 1751             |
| ------------------------------------------------- | ------------------ | ---------------------------------------- |
| Achante                                           | haute-contre       | Pierre Jélyotte                          |
| Céphise                                           | soprán             | Marie Fel                                |
| Oroès                                             | basbaryton         | Claude-Louis-Dominique Chassé de Chinais |
| Zirphile                                          | soprán             | Marie-Jeanne Fesch "Mlle Chevalier"      |
| Une fée                                           | soprán             | Marie-Angélique Coupée                   |
| Deux Coriphèes (dvě Coriphée)                     | haute-contre/bas   | François Poirier/Le Page                 |
| La grande prêtresse de l'Amour (velekněžka lásky) | soprán             | Mlle Romainville                         |
| Deux autres prêtresses (dvě další kněžky)         | soprán/mezzosoprán | Marie-Angélique Coupée/Mlle Gondré       |
| Délie, jeune bergère (Délie, mladá pastýřka)      | soprán             | Mlle Puvignée                            |
| Un'autre bergère (další pastýřka)                 | soprán             | Marie-Jeanne Lemière                     |
| Un suivant d'Oroès (následovník Oréa)             | basbaryton         | Cuvillier fils (Cuvillierův syn)         |
| Un berger (pastýř)                                | haute-contre       | Monsieur De La Tour                      |
| Une bergère (pastýřka)                            | soprán             | Marie-Angélique Coupée                   |

## Děj opery

### První dějství
Venkovské scéně vévodí palác víly Zirphile.
Acanthe a Céphise se milují. Víla Zirphile je chrání, ale jejich štěstí ohrožuje Oroès, duch vzduchu, který si chce vzít Céphise. Zirphile nemůže odvrátit nebezpečí, které na milence čeká, protože den, kdy se Oroès bude muset podřídit její moci, ještě nenastal. Místo toho víla dá milencům talisman v podobě náramku, který je spojí dohromady účinkem „sympatie“, což jim umožní telepaticky cítit to, co cítí ten druhý, bez ohledu na vzdálenost, která je může oddělit.
Kolem páru tančí víly ze Zirphilina doprovodu. Oroès se snaží využít své magické síly ke svedení Céphise. Acantha odloučil od jeho milované tím, že nařídil svým duchům (v originále génies), aby ho zajali a dohlíželi na něj.
Céphise prožívá bolest, kterou jí Acantheovo odloučení způsobilo. Oroès, pohnutý smutkem mladé ženy, se rozhodne dopřát oběma milencům poslední společný den.

### Druhé dějství
Acanthe a Céphise přicházejí do Chrámu lásky, aby se poradili s velekněžkou. Ta pronese matoucí věštbu: „V den, kdy všechna srdce vzdají díky Lásce, budete sjednoceni bez návratu.“
Milenci nemohou skrýt své zděšení, protože se obávají, že taková jednota je nedosažitelná. V tuto chvíli se objeví Oroès a aby je vyvedl z omylu, předstírá, že se vzdává všech práv na Céphise. To vytváří příležitost pro zábavu, při které se na scéně objeví Oroèsovi stoupenci, pastýři a lovci.
Jakmile je Oroès sám s Acanthem, snaží se získat jeho důvěru a dozvědět se tajemství, které ho váže k jeho milované. Céphise uhodne, že na ni Oroès připravuje past a vrátí se právě včas, aby zabránila Acanthovi prozradit tajemství talismanu. Rozzuřený, Oroès nařídí Aquilonům, aby milence odvedli.

### Třetí dějství
Acanthe a Céphise jsou odneseni do strašlivé pouště, kde jsou připoutáni na skalnatých plošinách oddělených neproniknutelnou propastí a opuštěni. Acanthe chce sejmout kouzelný náramek a zrušit spojení s Céphise, aby jako jediný zemřel. Céphise ale odmítá ho nechat obětovat.
Oroès se objeví se na hřbetě draka, doprovázený tlupou zlých duchů. Je rozzuřen odporem milenců. Ve chvíli, kdy dá rozkaz je zabít, zlí duchové zmizí za dunění hromu v propasti.
Zirphile osvobodí Acantha a Céphise; zjeví se nádherný palác, ve kterém oslavuje své vítězství nad duchy ovládanými Oroèsem.
Zrození hrdiny (jedná se o jasnou narážku na novorozeného korunního prince Ludvíka, vévodu Burgundského) konečně spojilo všechna srdce v oslavě; naplnila se tak slova věštkyně.  Acanthe a Céphise mohou společně zvolat: „Ať žije rod našich králů“.